# Deniss Romanovs
Deniss Romanovs (ur. 2 września 1978 w Rydze, Łotwa) – łotewski piłkarz grający na pozycji bramkarza w indonezyjskim Persipasi Bandung Raya.